# Tony Barber
Tony Barber, all'anagrafe Anthony Barber (Londra, 20 aprile 1963), è un musicista britannico, bassista del gruppo pop punk dei Buzzcocks.

## Discografia

### Album in studio
- 1993 - Trade Test Transmissions
- 1996 - All Set
- 1999 - Modern
- 2003 - Buzzcocks
- 2006 - Flat-Pack Philosophy